# Psychoda serraorobonsis
Psychoda serraorobonsis är en tvåvingeart som beskrevs av Bravo, Cordeiro och Carlos Chagas 2006. Psychoda serraorobonsis ingår i släktet Psychoda och familjen fjärilsmyggor. Inga underarter finns listade i Catalogue of Life.